# Monoctonus caricis
Monoctonus caricis är en stekelart som först beskrevs av Alexander Henry Haliday 1833.  Monoctonus caricis ingår i släktet Monoctonus och familjen bracksteklar. Enligt den finländska rödlistan är arten otillräckligt studerad i Finland. Arten är reproducerande i Sverige. Artens livsmiljö är gran- och lövkärr. Inga underarter finns listade i Catalogue of Life.